# Blanc-Misseron

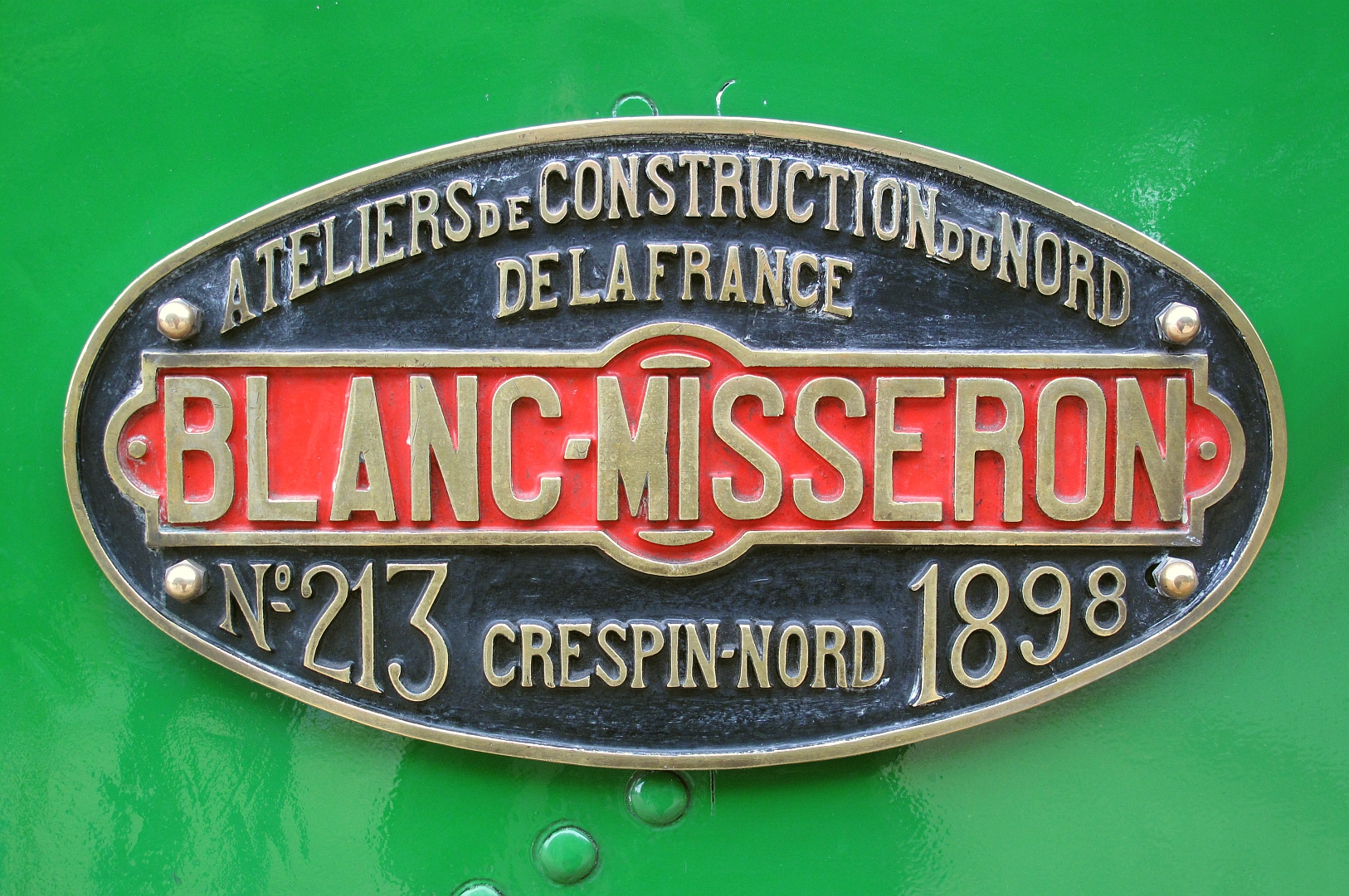
Plaque de constructeur N°213 de la locomotive bicabine 030T N°60 des Tramways de la Sarthe

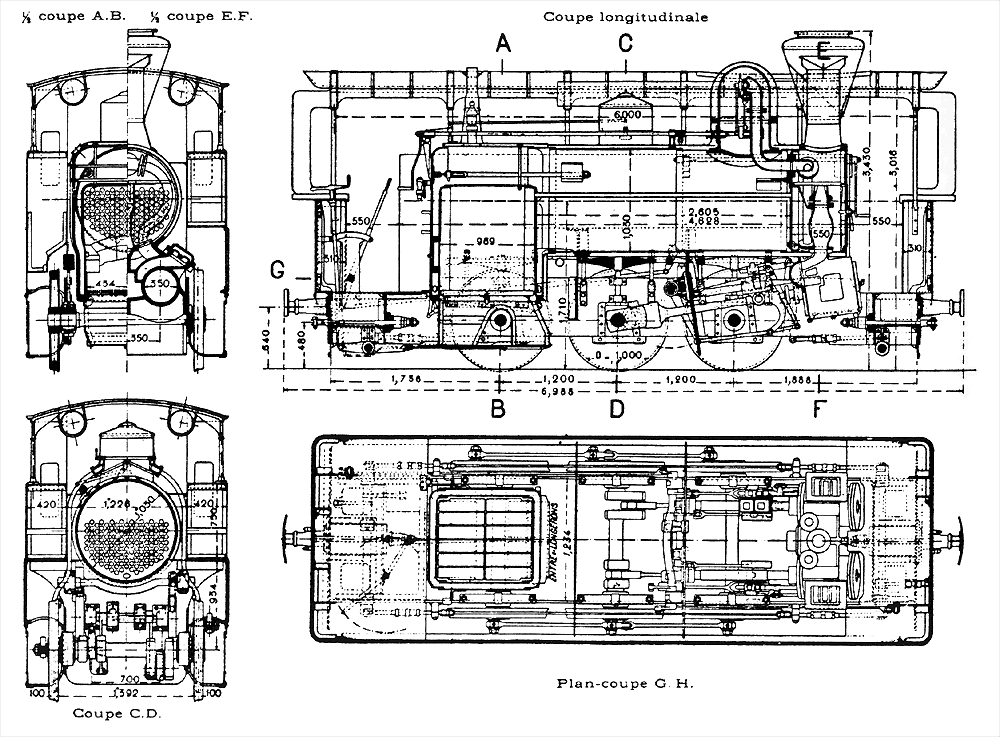
Plan d'une locomotive à vapeur du chemin de fer Paris - Arpajon

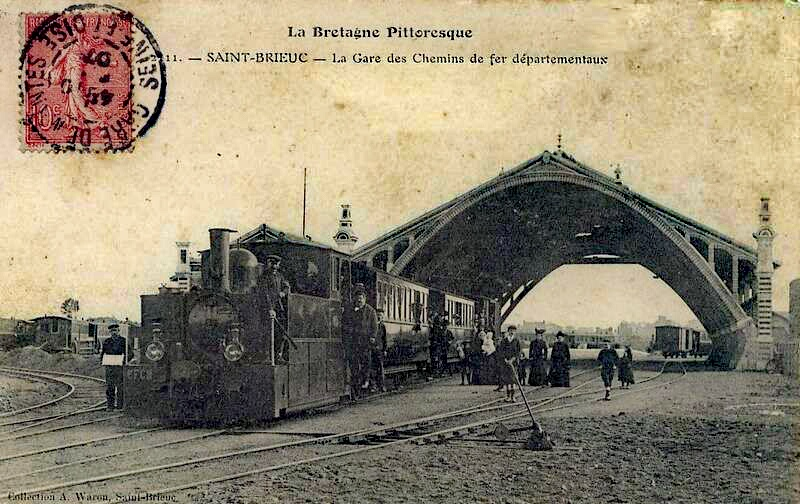
Locomotive 030 des Chemins de fer des Côtes-du-Nord

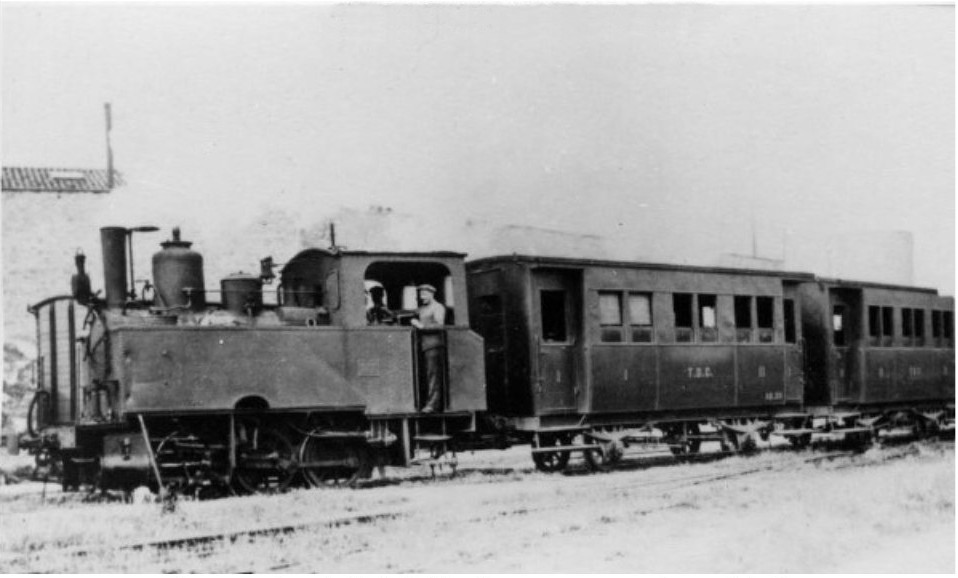
Locomotive du tramway de Bordeaux à Cadillac

Blanc-Misseron est le « nom constructeur » donné jadis au matériel roulant ferroviaire et notamment aux locomotives à vapeur construites autrefois par la société anonyme des Ateliers de construction du Nord de la France (ANF) dans l'usine située à Blanc-Misseron, à proximité de la frontière Belge, sur les communes de Quiévrechain et Crespin dans le département du Nord. Cette société était une filiale créée, en 1882, de la société anonyme belge La Métallurgique de Tubize dans le Hainaut.

## ANF Blanc-Misseron constructeur de matériel roulant ferroviaire

### Historique

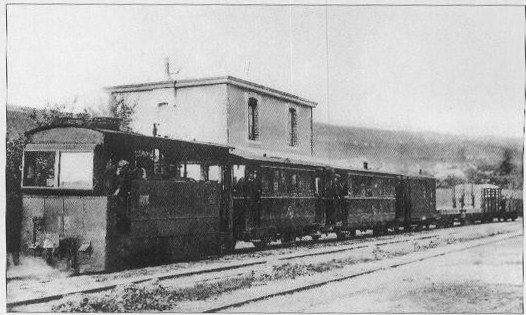
Locomotive 13 des chemins de fer de la banlieue de Reims

- En 1882, l'usine des ANF est créée par la société belge « La Métallurgique » pour contourner la réglementation sur les importations de matériels ferroviaires mise en place en France, elle produit des voitures et wagons pour les chemins de fer et les tramways.
- À partir de 1885, ANF Blanc-Misseron  produit des locomotives à vapeur pour les chemins de fer départementaux, pour voie étroite Decauville de 600 mm, de type 030 « tramway », pour voie métrique de 1000 mm, mais aussi pour voie normale standard (1435 mm).
- En 1909, la production se termine faute de nouvelles commandes, soit 376 ou bien 366 locomotives construites, à cause des numéros de construction 50 à 59 n'ayant pas été attribués.
- En 1911, ANF crée une filiale, la  Société Blanc-Misseron pour la construction de locomotives à vapeur, afin de répondre à des nouvelles commandes de séries, à voie normale écartement standard (1435 mm) UCI, pour les grands réseaux.
- En 1914, il y a 2 000 ouvriers, employés, techniciens, qui produisent notamment 80 locomotives et 2000 wagons par an[3].
- En avril 1944, le site des ANF de Blanc-Misseron est bombardé, les dégâts sont très importants ; il sera reconstruit après la guerre.
- En 1946, la production s'arrête dans la partie préservée des bombardements, elle s'élève à environ 400 locomotives. La reconstruction de l'usine commence… La production reprend au fur et à mesure de l'avancée des travaux.
- De 1960 à 1974, l'usine construira pour la SNCF 803 voitures voyageurs à couloir central - une innovation - appelées « voitures unifiées de service intérieur » (USI), plus communément appelées voitures ANF, qui ont terminé leur carrière sur des trains régionaux en 2009.
- En 1970, la raison sociale de la société change et devient " ANF Industries ".
- De 1969 à 1972, nouvelles commandes importantes avec la production de 14 rames ETG commandés par la SNCF, en collaboration avec Turbomeca pour la propulsion, Voith, pour la transmission et boite de vitesse, et MTE, pour les équipements électromécaniques et électriques.
- De 1972 à 1976, nouvelles commandes après le succès commercial des ETG, production de 44 rames de Turbotrain, RTG pour la SNCF et des variantes pour l'Iran, l'Égypte et les États-Unis, en collaboration avec Turbomeca, Voith et MTE.
- 1987, l'association avec le groupement MTE - Francorail prend fin par le transfert des activités du groupe Schneider vers Alstom. ANF Industries est isolé du marché. Son carnet de commandes ne permet plus la rentabilité de l'entreprise.
- En 1989 « ANF industries » qui est le deuxième constructeur ferroviaire français, avec un carnet de commandes presque vide est en très grandes difficultés financières récurrentes, avec risques de dépôt de bilan, des grèves illimitées sont organisées par les syndicats dans l'usine, avec des défilés dans les communes voisines, délégations reçues à la préfecture de région, mais.... , la société sera sauvée en étant rachetée par le groupe canadien Bombardier Transport, qui est très intéressée par ce site emblématique et veut développer ses marchés en Europe. L'usine et les ateliers sont agrandis, modernisés ou reconstruits par phases dans les années qui suivent cette reprise.

L'usine Bombardier du site de Crespin a également construit des voitures pour le "Transmanche" Navette d'Eurotunnel, des remorques pour les grandes séries de TGV, des autorails SNCF en grandes séries, des rames complète pour trains régionaux, Transilien, et Transport express régional.

### ANF - Constructeur d'autorails
De nombreuses séries ont été construites par cette société (liste non exhaustive) :
- X 3800 - 1950/1951 - 120 unités (Picasso)
- X 4300 - 1963/1970 - 151 unités (Caravelle 1er série)
- X 4500 - 1963/1970 - 126 unités (Caravelle 2ème série)
- x 4630 - 1971/1977 - 115 unités (Caravelle 3ème série)
- X 4750 - 1977/1978 - 36 unités  /  1981 - 7 unités (Caravelle 4ème série)
- X 4900 - 1975/1977 - 13 unités (Caravelle 5ème série)
- X 2100 - 1980/1983 - 53 unités
- X 2200 - 1985/1988 - 60 unités
- X 94750 - 1990/1994 - 8 unités (La Poste)
- X 76500 - 2004/2010 - 163 unités - AGC Diesel - (plus grande série avant les Regio 2N)
- Z 50000 - Transilien - 277 unités en cours de livraison depuis 2009
- Regio 2N - de 2014 à 2020 - 238 unités
  - Z 55500 - 160 km/h
  - Z 56300 - caténaire midi
  - Z 56500 - version longue (200 km/h)
  - Z 56600 - version extra longue (200 km/h)

soit un total de 253 rames à construire.

## L'usine avant 1911
Avant 1911, la production de l'entreprise était spécialisée dans les locomotives à vapeur des chemins de fer secondaires et des tramways

### Clients pour locomotives à vapeur

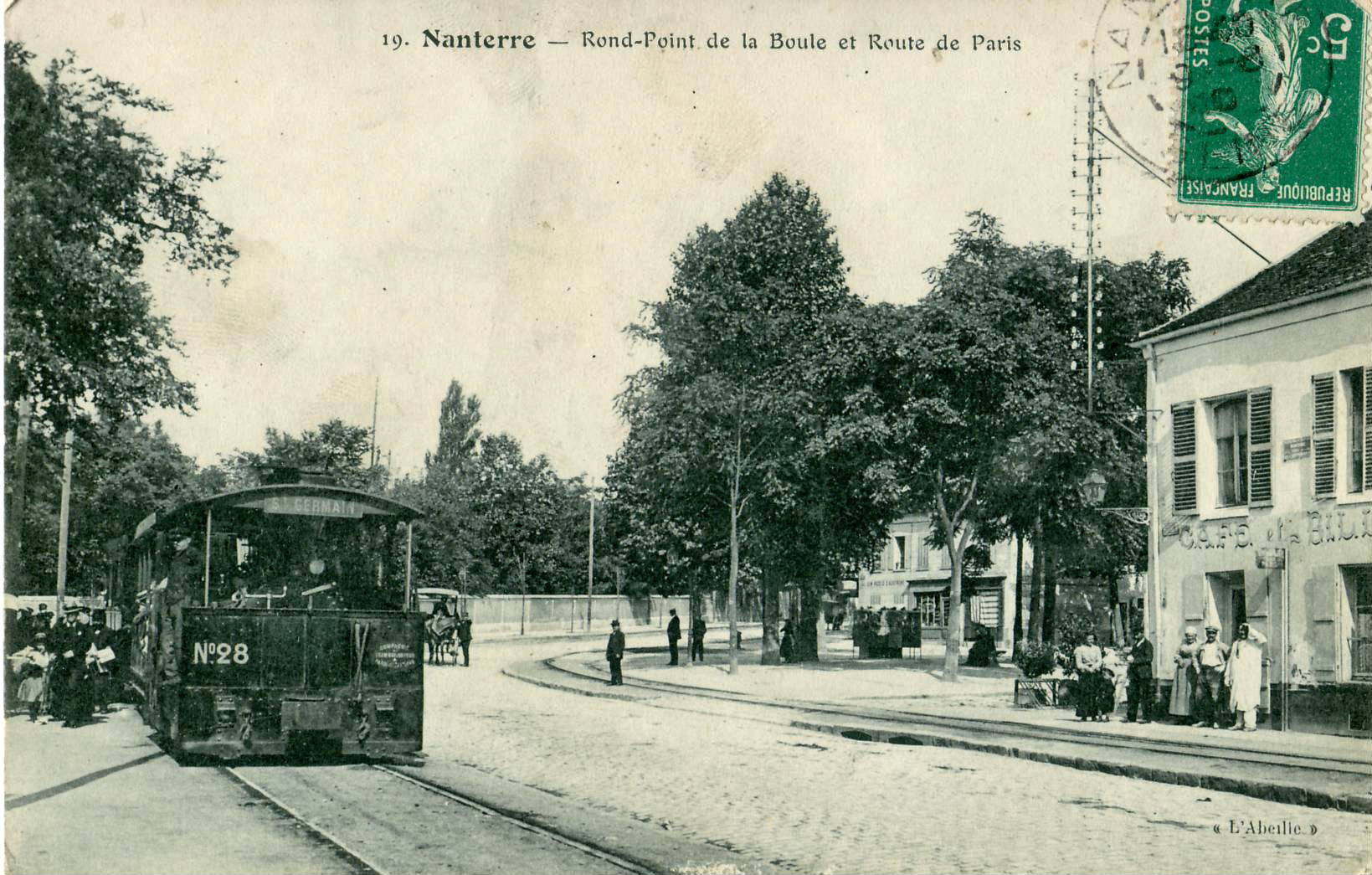
Locomotive 28(61/1892) sur le tramway Paris - Saint-Germain

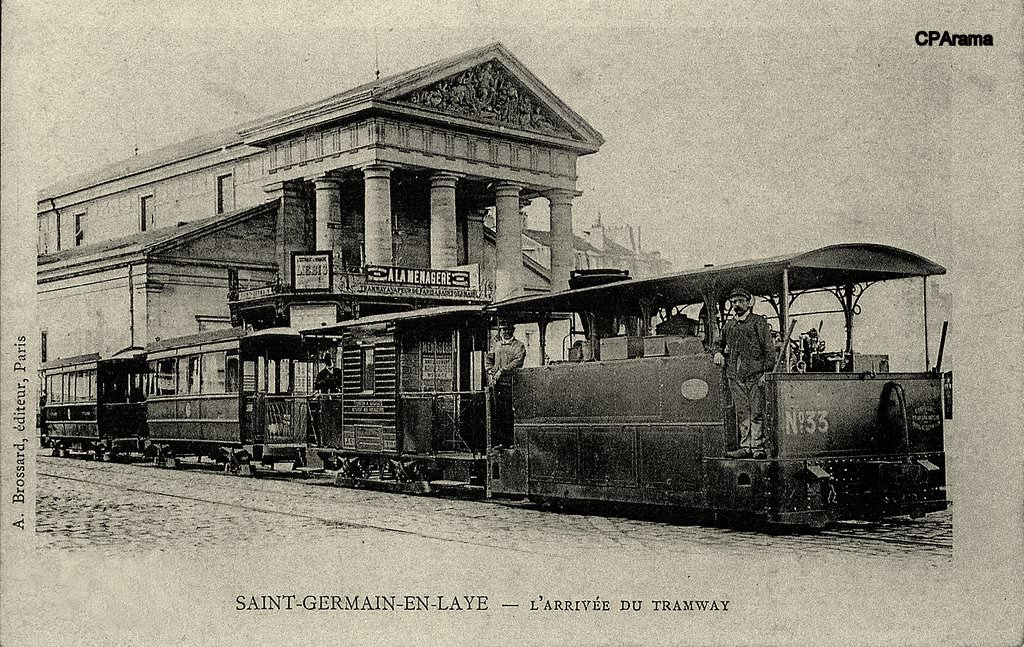
Locomotive n°30 du tramway Paris - Saint-Germain

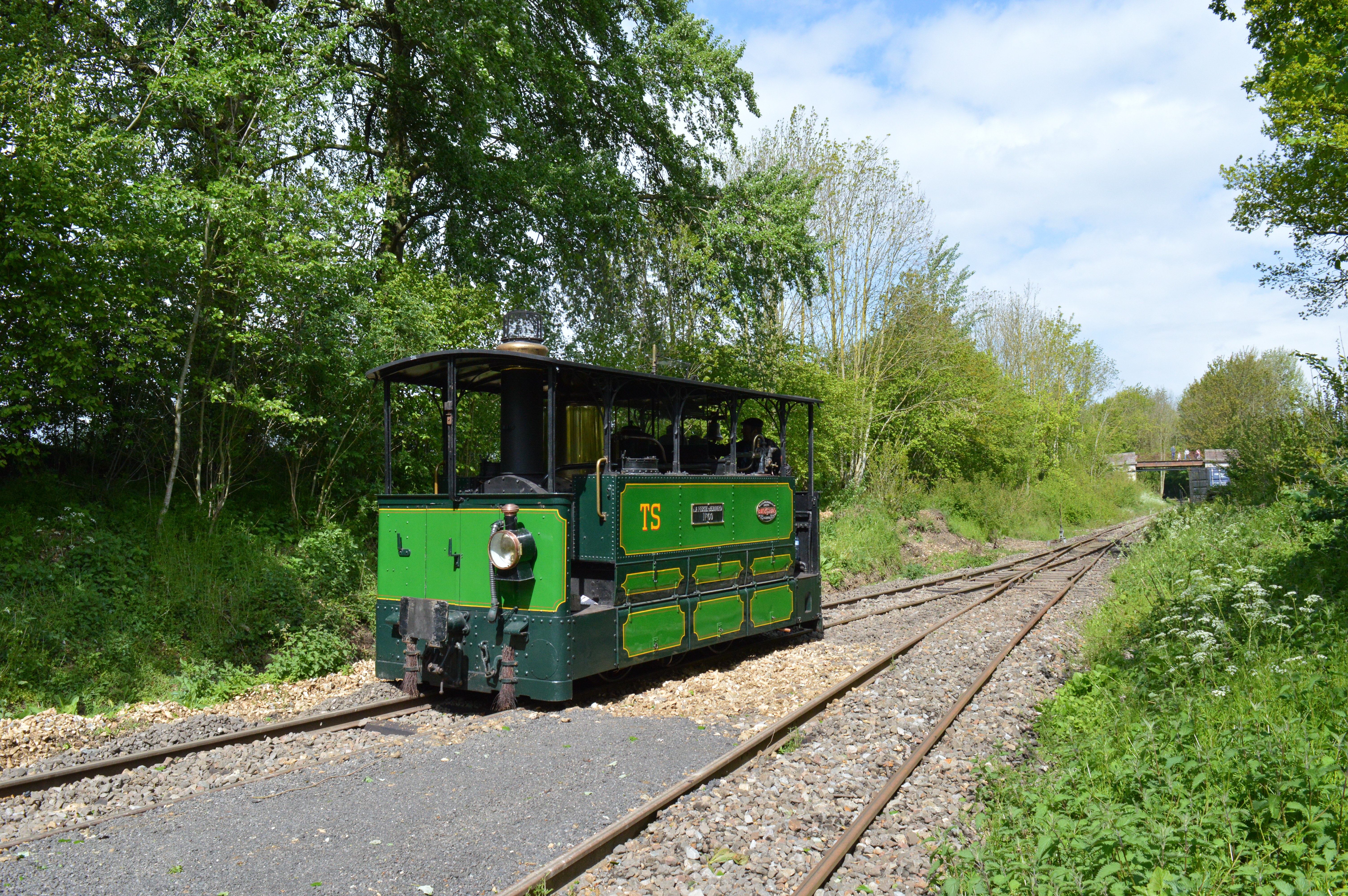
Locomotive N°60 des Tramways de la Sarthe en gare de Rotangy.

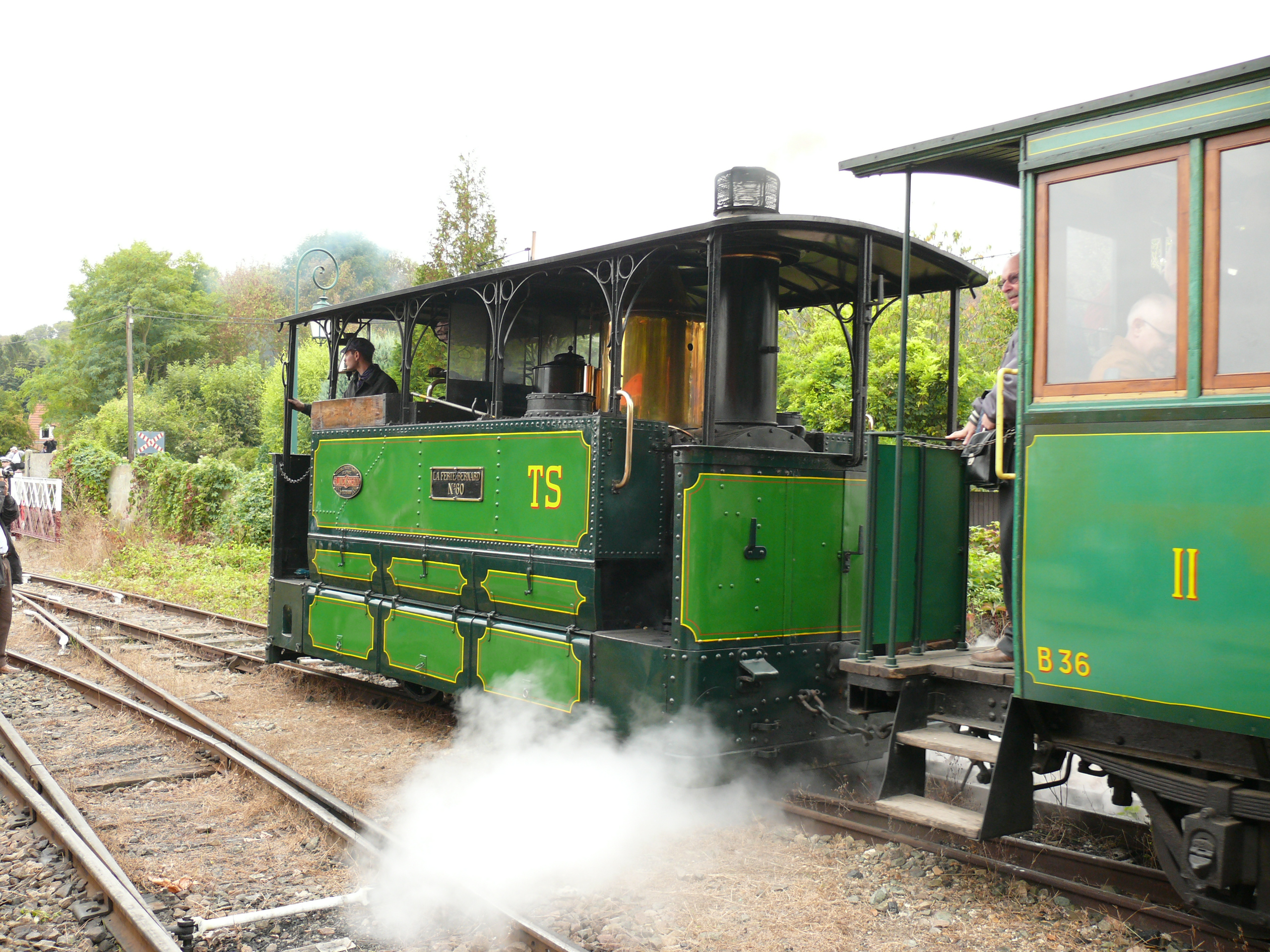
Locomotive (N°213/1898) type 030T bicabine N°60 des Tramways de la Sarthe, restaurée par le MTVS.

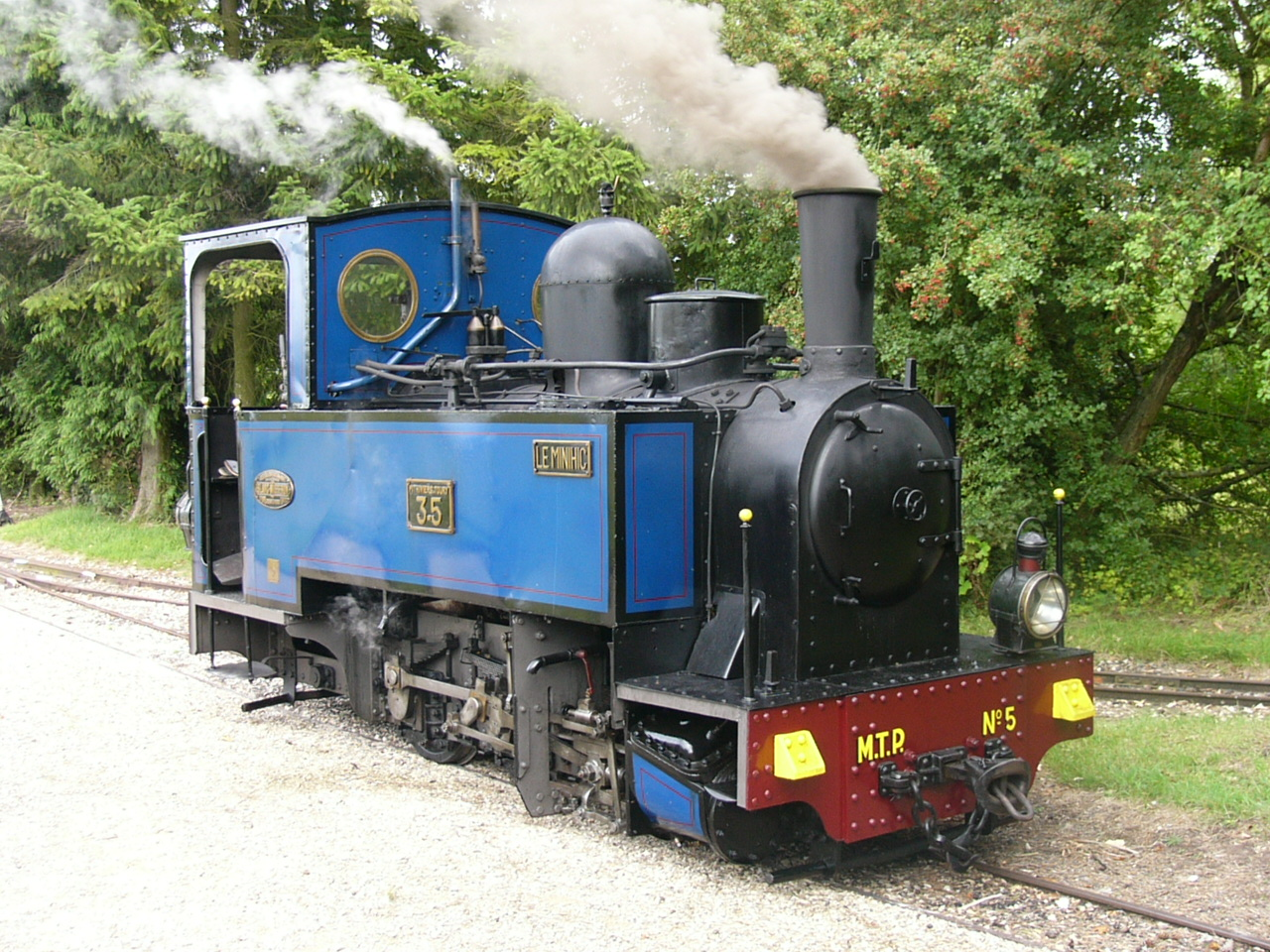
AMTP, locomotive 030T Blanc-Misseron à voie de 600 mm (282/1902)

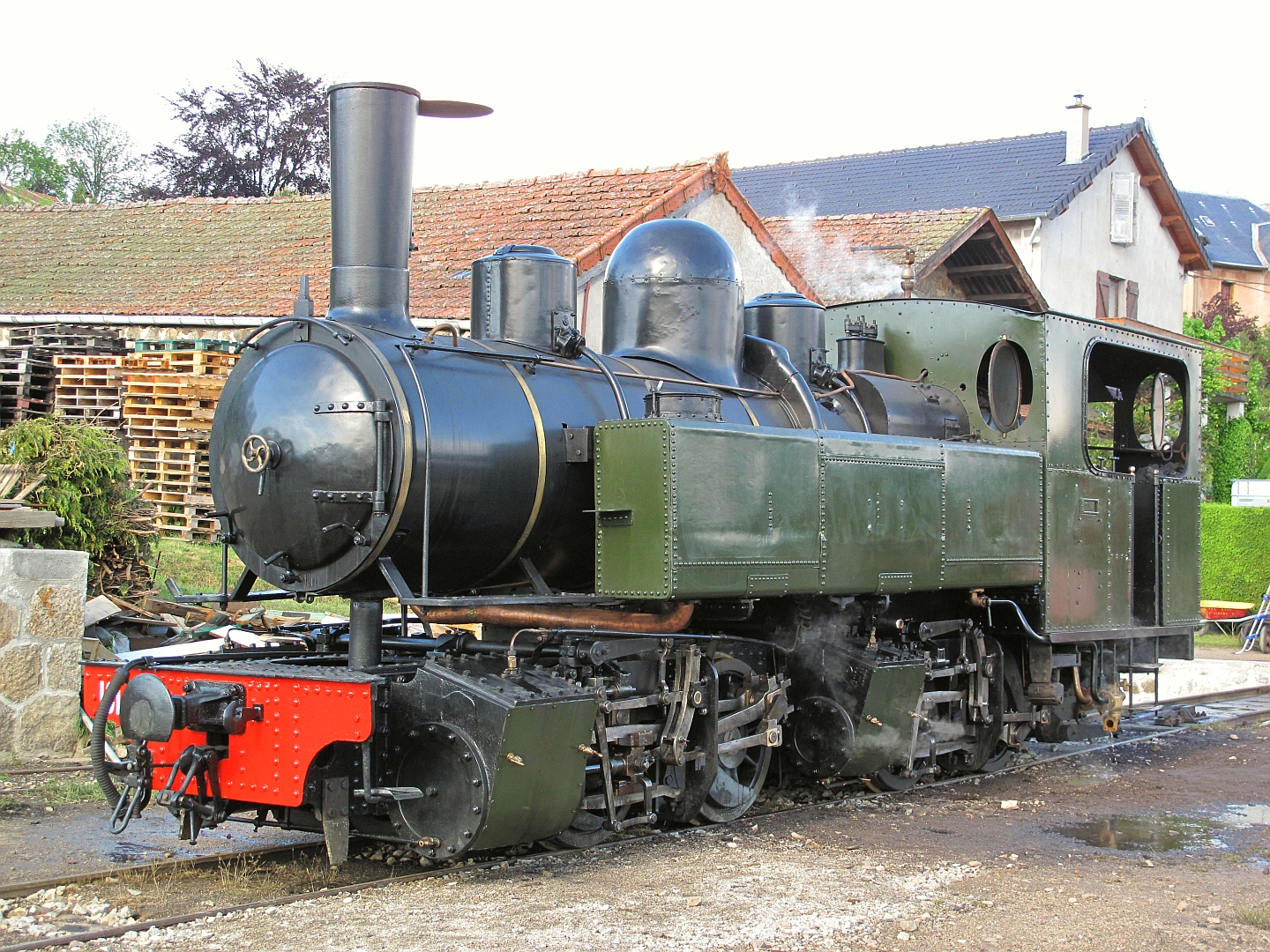
Locomotive Mallet 101 du PO-Corrèze (N°337/1906).

Les locomotives à vapeur ont notamment été livrées pour :
- le Tramway Paris - Saint-Germain (PSG)
- le chemin de fer « Paris Arpajon » (PA)
- les Chemins de fer des Côtes-du-Nord
- les Tramways d'Eure-et-Loir
- les Tramways des Deux-Sèvres
- les Tramways de la Sarthe
- les Voies ferrées du Dauphiné
- les Tramways du Loir et Cher
- le Chemin de fer du Blanc-Argent
- le  PO-Corrèze
- les chemins de fer du Calvados
- les Tramways d'Ille et Vilaine
- les Chemins de fer économiques du Nord

## L'usine après 1911
Après 1911, l'usine se spécialisera dans la construction de locomotives pour les grands réseaux. Elle ne construira que quelques machines à voie étroite.

Les clients sont principalement:
- Les Chemins de fer du Nord
- La Compagnie des chemins de fer de l'Est, 4403-17 en 1913 (141 TB 403-417)
- La compagnie PLM
- La SNCF, après 1938

## Locomotives ANF Blanc-Misseron préservées

### Production avant 1911
- n°  19, (1888), Tramways de la Sarthe n°16  - MTVS[5]
- n° 152,(1894), Tramways des Deux-Sèvres n°3 - AMTUIR[6]
- n° 165,(1896), Tramways des Deux-Sèvres 16, certains éléments sont récupérés pour la construction d'un locotracteur par Brissonneau et Lotz, préservé par le MTVS[7].
- n° 168 (1896), Tramways des Deux-Sèvres n°19, 1996 Musée Arganda Madrid, Espagne
- n° 176 (1897), Tramways de la Sarthe n°51, Transvap
- n° 213 (1898), Tramways de la Sarthe n°60, - MTVS[5]
- n° 257 (1901), Chemin de fer du Blanc-Argent, n°25, transformée en locotracteur n°13
- n° 260 (1901), Chemin de fer du Blanc-Argent, n°28, transformée en locotracteur n°14
- n° 282 (1902), Tramway Paramé-Rothéneuf, puis TPT 3-5)
- n° 337 (1906), PO-Corrèze, type 020+020T Mallet n° 101, Fédération des amis des chemins de fer secondaires. Confiée à la ligne Dunières - St-Agrève exploitée par VFV[8]
- n° 340 (1906), PO-Corrèze, n°104, Chemin de fer du Vivarais

### Production après 1911
- SNCF 141 TB 407 (1913), préservée par AJECTA à Longueville ;
- SNCF 040 TA 137 (1922), préservée par AJECTA à Longueville ;
- SNCF 150 P 13 (1939), Cité du train, préservée à l'annexe du musée de Mohon.